# HK Tauri
HK Tauri är en dubbelstjärna ungefär 450 ljusår från jorden i oxen. Stjärnornas avstånd från varandra är cirka 58 miljarder kilometer, 13 gånger avståndet mellan Neptunus och solen. Stjärnans två komponenter, HK Tauri A och den ljussvagare HK Tauri B, har båda en protoplanetär skiva. Skivan hos HK Tauri B blockerar stjärnans ljus. HK Tauri A:s ljus blockeras däremot inte, och dess skiva kan inte ses i synligt ljus.